# Slaná
Slaná (Duits: Slana) is een Tsjechische gemeente in de regio Liberec, en maakt deel uit van het district Semily.
Slaná telt 644 inwoners.